# Крэбб, Стивен
Стивен Крэбб (англ. Stephen Crabb; род. 20 января 1973, Инвернесс, Хайленд, Шотландия) — британский политик, министр по делам Уэльса в первом и втором кабинете Дэвида Кэмерона (2014—2016), министр труда и пенсий во втором кабинете Кэмерона (2016).

## Биография
В 1981 году мать Стивена Крэбба вместе с ним и двумя его братьями бежала от их отца, спасаясь от домашнего насилия (они жили в Инвернессе). Мать растила детей на социальное пособие в Хаверфордуэсте (графство Пембрукшир, Уэльс). В том же городе Крэбб окончил государственную среднюю школу Таскер Милуорд (Tasker Milward Voluntary Controlled School). Позднее окончил Бристольский университет, где изучал политологию, и Лондонскую школу бизнеса; работал консультантом по маркетингу.
В 1998—2000 годах Крэбб входил в Ассоциацию консерваторов избирательного округа Северный Саутворк и Бермондси (North Southwark and Bermondsey) в Лондоне. В 2001 году предпринял неудачную попытку избрания в Палату общин в избирательном округе Пресели Пембрукшир (графство Дайфед, Уэльс). В 2005 году Консервативная партия вновь выдвинула кандидатуру Крэбба в том же округе, и он был избран в Палату общин. В 2007—2009 годах являлся членом Комиссии Консервативной партии по правам человека. В 2010 году переизбран в своём округе, в 2010—2012 годах являлся помощником парламентского организатора, в 2010—2013 годах возглавлял проект социального действия Консервативной партии в Руанде и Сьерра-Леоне (Project Umubano), в 2012—2014 годах состоял парламентским помощником министра по делам Уэльса (Parliamentary Under-Secretary of State, Wales Office) и парламентским организатором (Government Whip). Именно в этот период, в декабре 2012 года, Крэбб получил на ежегодной церемонии Wales Yearbook awards почётный титул парламентария, от которого следует ждать примечательной политической карьеры (Member to Watch).
15 июля 2014 года премьер-министр Дэвид Кэмерон произвёл кадровые перестановки в своём первом кабинете, и одним из его решений стало назначение Стивена Крэбба на должность министра по делам Уэльса.
7 мая 2015 года на очередных парламентских выборах Крэбб победил в своём прежнем округе, получив 40,4 % голосов избирателей. При этом он ухудшил свой предыдущий результат на 2,4 %, но далеко опередил сильнейшего из соперников, лейбориста Пола Миллера, заручившегося поддержкой 28,1 % избирателей.
11 мая 2015 года Дэвид Кэмерон сформировал по итогам выборов свой второй кабинет, в котором Стивен Крэбб сохранил портфель министра по делам Уэльса.
19 марта 2016 года Иан Дункан Смит ушёл в отставку с должности министра труда и пенсий, и Кэмерон назначил его преемником Стивена Крэбба. Прежний портфель Крэбба получил Алан Кэрнс.
14 июля 2016 года был сформирован первый кабинет Терезы Мэй, в котором портфель министра труда и пенсий достался Дэмиану Грину, а Стивен Крэбб не получил какой-либо должности в правительстве.

## Личная жизнь
Крэбб женат на француженке Беатрис Моннье (Beatrice Monnier), отец двоих детей. Любит рэгби, является вице-капитаном сборной Палаты общин и Палаты лордов. Практикующий христианин, патронирует группу поддержки инвалидов Mencap Pembrokeshire, трижды участвовал в лондонском марафоне, увлекается горным велосипедом, теннисом и игрой на гитаре. Поклонник панк-рока.